# Hórreo Casa Maisterra (Garayoa)

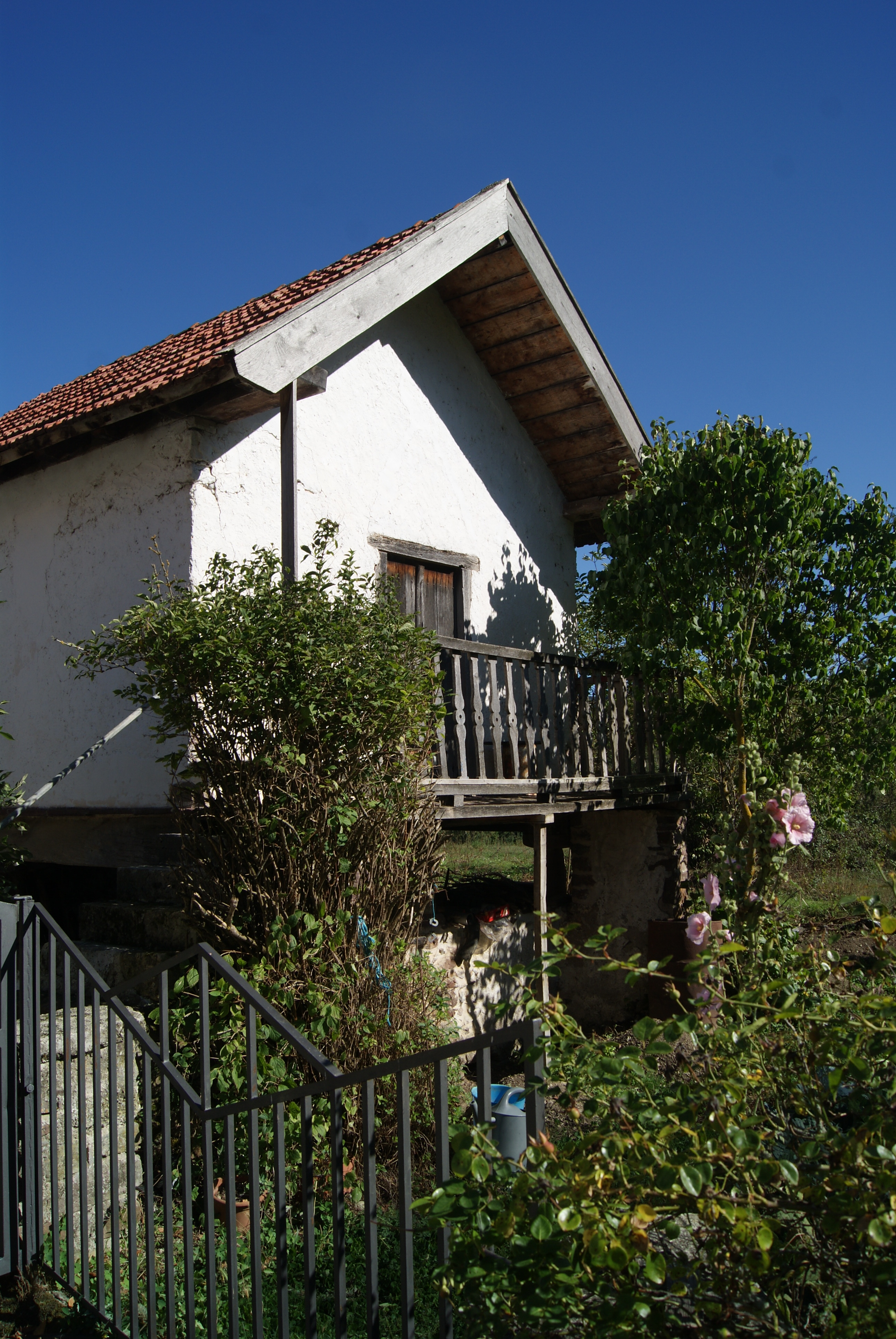
Hórreo Casa Maisterra in Garayoa

Der Hórreo Casa Maisterra in Garayoa, einer spanischen Gemeinde in der Autonomen Gemeinschaft Navarra, wurde vermutlich im 19. Jahrhundert errichtet. Der Hórreo an der Calle San Gregorio ist seit 1993 ein geschütztes Kulturdenkmal (Bien de Interés Cultural).
Der Hórreo aus verputztem Bruchsteinmauerwerk ist ein schlichter Bau mit Satteldach.